# L'Éclaireur Brayon
L'Éclaireur Brayon et La Dépêche du pays de Bray sont deux titres de presse français diffusés dans le Pays de Bray, aussi bien dans la Seine-Maritime que dans l'Oise, c'est-à-dire de Gaillefontaine, près de Forges-les-Eaux, à Beauvais.
L'Éclaireur Brayon et La Dépêche du pays de Bray, dont les locaux sont situés à Gournay-en-Bray, rue des Bouchers, après avoir longtemps été situés rue Notre-Dame, où l'on peut encore voir l'ancienne enseigne, forment un journal local qui traite de l'actualité du sud pays de Bray. Les cantons couverts par la rédaction sont : Gournay-en-Bray, Songeons, Le Coudray Saint-Germer (L'Éclaireur) Forges-les-Eaux et Argueil (La Dépêche). Avec Le Réveil de Neufchâtel, le journal propose aussi une page d'informations locales sur Neufchâtel, ainsi qu'une page d'informations sur le canton de Buchy avec Le Bulletin de Darnétal.
Outre la vie politique, économique, sociétale et associative de son secteur, la rédaction propose des pages sports, des petites annonces, et des pages loisirs.
L'offre moyenne est de 40 pages en couleur. Le journal est imprimé à Bernay, mis en vente le mercredi. Il est également présent sur Internet par un site (www.leclaireur-ladepeche.fr) et via une page Facebook.